# Обедишће Јежевско
Обедишће Јежевско је насељено место у општини Ругвица, Загребачка жупанија, Хрватска.

## Историја
До територијалне реорганизације у Хрватској било је у саставу старе општине Дуго Село.

## Становништво
У попису становништва из 2011. године, Обедишће Јежевско је имало 119 становника.
| Број становника према пописима | Број становника према пописима | Број становника према пописима | Број становника према пописима | Број становника према пописима | Број становника према пописима | Број становника према пописима | Број становника према пописима | Број становника према пописима | Број становника према пописима | Број становника према пописима | Број становника према пописима | Број становника према пописима | Број становника према пописима | Број становника према пописима | Број становника према пописима |
| ------------------------------ | ------------------------------ | ------------------------------ | ------------------------------ | ------------------------------ | ------------------------------ | ------------------------------ | ------------------------------ | ------------------------------ | ------------------------------ | ------------------------------ | ------------------------------ | ------------------------------ | ------------------------------ | ------------------------------ | ------------------------------ |
| 1857                           | 1869                           | 1880                           | 1890                           | 1900                           | 1910                           | 1921                           | 1931                           | 1948                           | 1953                           | 1961                           | 1971                           | 1981                           | 1991                           | 2001                           | 2011                           |
| 0                              | 0                              | 0                              | 0                              | 125                            | 143                            | 150                            | 150                            | 132                            | 129                            | 119                            | 118                            | 119                            | 114                            | 131                            | 119                            |

Напомена: Од 1857. до 1890. подаци су садржани у насељу Јежево.

## Књижевност
- Савезни завод за статистику и евиденцију ФНРЈ и СФРЈ, попис становништва 1948, 1953, 1961, 1971, 1981. и 1991. године

- Gelo, Jakov (1998). Narodnosni i vjerski sastav stanovništva Hrvatske, 1880-1991: po naseljima. Zagreb: Državni zavod za statistiku Republike Hrvatske. ISBN 978-953-6667-07-9.